# Чабанское
Чабанское (укр. Чабанське) — село, подчиняется сельсовету села Приморское Белгород-Днестровского района Одесской области Украины.
Население по переписи 2001 года составляло 142 человека. Почтовый индекс — 67792. Телефонный код — 4849. Занимает площадь 0,16 км².

## История
В 1945 г. Указом ПВС УССР село Чабан-Бунар переименовано в Чабанское.

## Местный совет
67792, Одесская обл., Белгород-Днестровский р-н, с. Приморское, ул. Дзержинского, 129